# Alex Scott (Fußballspieler, 2003)
Alex Jay Scott (* 21. August 2003 auf Guernsey) ist ein englischer Fußballspieler. Er spielt aktuell für den englischen Erstligisten AFC Bournemouth.

## Karriere

### Verein
Scott begann seine Fußballkarriere in der Jugend des FC Southampton und des AFC Bournemouth. 2019 debütierte er im Alter von 16 Jahren beim Guernsey FC in der achtklassigen Isthmian League South East Division. Im Januar 2020 wechselte er zu Bristol City in die EFL Championship, wo er im Dezember 2019 bereits einen Vorvertrag abgeschlossen hatte. Dort unterschrieb Scott im März 2021 auch seinen ersten Profivertrag. Sein Profidebüt bei Bristol City gab Scott am 25. April 2021 beim 2:3 in der Championship gegen Luton Town.
Im Februar 2023 wurde Scott zum EFL-Nachwuchsspieler des Monats gewählt. Nach der Niederlage von Bristol City gegen Manchester City im FA Cup am 28. Februar 2023 wurde er von Pep Guardiola als „unglaublicher Spieler“ bezeichnet. Am Ende der Saison 2022/23 wurde Scott zum besten Nachwuchsspieler der EFL Championship und in die EFL-Championship-Mannschaft der Saison gewählt sowie zu Bristol Citys „Spieler des Jahres“ und „Nachwuchsspieler des Jahres“ ernannt.
Am 10. August 2023 unterschrieb Scott einen langfristigen Vertrag bei seinem ehemaligen Jugendverein AFC Bournemouth. Aufgrund einer Knieverletzung konnte er zu Saisonbeginn nicht eingesetzt werden. Sein erstes Spiel in der Premier League bestritt Scott am 9. Spieltag der Saison 2023/24 bei der 1:2-Heimniederlage gegen die Wolverhampton Wanderers. Kurz darauf zog er sich bei der 1:6-Niederlage gegen Manchester City eine Kreuzbandverletzung zu, die ihn weitere sieben Wochen außer Gefecht setzte.
Auch die Saison 2024/25 verlief für Scott nicht verletzungsfrei. Nach dem 2:0-Sieg gegen den FC Arsenal im Oktober 2024 musste er sich einer Meniskusoperation unterziehen. Im Mai 2025 zog er sich im Spiel gegen Aston Villa nach einem Ellenbogencheck von Tyrone Mings einen Kieferbruch zu.

### Nationalmannschaft
Scott durchlief seit 2021 alle englischen Nachwuchsnationalmannschaften von der U-18 bis zur U-21.
Im März 2021 wurde er erstmals in die englische U-18-Nationalmannschaft berufen. Am 29. März 2021 debütierte Scott in der U-18-Auswahl, als er in der zweiten Halbzeit beim 2:0-Sieg Englands gegen Wales eingewechselt wurde.
In der englischen U19-Auswahl gab Scott sein Debüt am 2. September 2021 beim 2:0-Sieg gegen Italien. Er wurde in den Kader der englischen U19-Auswahl für die UEFA-U19-Europameisterschaft 2022 in der Slowakei berufen, wo er im Halbfinale gegen Italien eingewechselt wurde und mit seiner ersten Ballberührung im Spiel den zwischenzeitlichen Ausgleichstreffer erzielte. Im Finale, das England mit 3:1 nach Verlängerung gegen Israel gewann, stand Scott in der Startelf.
Am 21. September 2022 hatte Scott beim 3:0-Sieg gegen Chile seinen ersten Einsatz in Englands U20-Auswahl. Für die FIFA U-20-Weltmeisterschaft 2023 in Argentinien wurde Scott in den englischen Kader berufen. Er stand in drei von vier Spielen Englands während des Turniers in der Startelf, unter anderem bei der Niederlage im Achtelfinale gegen den späteren Vizeweltmeister Italien.
Scotts Debüt in der englischen U21-Nationalmannschaft erfolgte am 22. März 2024 beim 5:1-Auswärtssieg im Qualifikationsspiel zur U-21-Europameisterschaft 2025 gegen Aserbaidschan, als er in der zweiten Halbzeit eingewechselt wurde. Nach der erfolgreichen Qualifikation für das Turnier in der Slowakei wurde Scott von Trainer Lee Carsley in das englische Aufgebot berufen.

## Titel
- U21-Europameister: 2025
- U19-Europameister: 2022